# Doris Bures
Doris Bures (Bécs, 1962. augusztus 3. –) osztrák politikus, a Nemzeti Tanács harmadik elnöke.

## Politikai karrier
2007 és 2014 között az osztrák kormány tagja volt. 2014-ben megválasztották a nemzeti parlament elnökének.
2016. július 8. és 2017. január 26. között ő volt Karlheinz Kopffal és Norbert Hoferrel együtt államfő is.